# Koi ga Suteki na Kisetsu
Singles de Country Musume
Hokkaidō Shalala
(2000)
Singles par Country Musume ni Ishikawa Rika (Morning Musume)
Hajimete no Happy Birthday!
(2001)
Koi ga Suteki na Kisetsu (恋がステキな季節) est le 4e single du groupe de J-pop Country Musume (alors un duo), sorti en 2000.

## Présentation
Le single sort le 31 juillet 2000 au Japon sur le label zetima en distribution limitée, produit par le chanteur Yoshitake Tanaka. Les deux chansons du single sont écrites et composées par Tsunku, et figureront sur le premier album du groupe, Country Musume Daizenshū 1, qui sortira un an et demi plus tard fin 2001. La chanson-titre figurera aussi sur les compilations Country Musume Daizenshū 2 de 2006 et Country Musume Mega Best de 2008. Elle sera ré-enregistrée en 2003 par les membres d'alors pour figurer en "face B" du single Uwaki na Honey Pie.
Après une première année passée en tant qu'unique membre du groupe, Rinne est rejointe par une seconde chanteuse : Asami. Ce sera le seul single du groupe enregistré en duo et le dernier à sortir sous la seule appellation "Country Musume", avant l'arrivée de nouvelles membres à partir de l'année suivante.

## Membres
- Rinne
- Asami

## Liste des titres
1. Koi ga Suteki na Kisetsu (恋がステキな季節?)
2. Aa Koishikute (あぁ恋しくて?)
3. Koi ga Suteki na Kisetsu (Instrumental) (恋がステキな季節...?)